# 平林愛国
平林 愛国（ひらばやし あいこく、1909年3月24日 - 生没不明）は、日本のボクサー。

## 経歴・人物
明治大学在学中に、1932年ロサンゼルスオリンピックの男子ウエルター級に出場し、1回戦でドイツのエーリッヒ・カンペに敗れた。